# Titikaveka FC

## Informacje
Titikaveka Football Club – klub piłkarski z Wysp Cooka. Klub gra w drugiej lidze Wysp Cooka, a także w Pucharze Wysp Cooka. Do tej drużyna wygrała 13 razy mistrzostwo ligi i 3 razy Puchar Wysp Cooka.

## Sukcesy
I liga - mistrzostwo ligi - 13 razy (1971, 1972, 1973, 1974, 1975, 1976, 1977, 1978, 1979, 1981, 1982, 1983, 1984)
Puchar Wysp Cooka - zwycięstwo w pucharze - 3 razy (1950, 1979, 1984)